# Батюшков, Константин Николаевич
Константи́н Никола́евич Ба́тюшков (18 [29] мая 1787, Вологда — 7 [19] июля 1855, там же) — русский поэт, последователь романтизма, литературный предшественник А. С. Пушкина; также известен как сатирик

, прозаик и переводчик. Участник общества «Арзамас» (с 1815; под именем Ахилл).

## Биография
Константин Николаевич Батюшков происходил из старинного дворянского рода Батюшковых. Он был пятым ребёнком и первым сыном. Его отец, Николай Львович Батюшков, — человек просвещённый, но неуравновешенный, с юности уязвлённый незаслуженной опалой, постигшей его в связи с делом его дяди, Ильи Андреевича, который был уличён в составлении заговора против императрицы Екатерины II. Мать, Александра Григорьевна (урождённая Бердяева), заболела, когда сыну исполнилось 6 лет и в 1795 году умерла и была похоронена на Лазаревском кладбище Александро-Невской лавры. Её душевная болезнь по наследству перешла к Батюшкову и его старшей сестре Александре.
Детские годы будущего поэта прошли в Вологде, Вятке, родовом имении Даниловское Бежецкого уезда, Тверской губернии. В годы детства К. Батюшкова Даниловское было крепким хозяйственным имением. Сохранилась Опись усадьбы Даниловское, составленная  Л. А. Батюшковым (дед поэта) в 1796 году. Лев Андреевич, дотошно перечислил в ней все строения, усадебные комнаты, мебель, одежду, посуду, картины, книги, инвентарь. В описи «детских горниц» — две. В одной из них живет Константин, в другой — его младшая сестра Варвара.
Образование Константин (после смерти матери) получил в петербургских пансионах О. П. Жакино (с 1797) и И. А. Триполи (с 1801). На шестнадцатом году жизни в 1802 году Батюшков оставил пансион и занялся чтением русской и французской литературы. В это время он под влиянием своего двоюродного дяди, Михаила Никитича Муравьёва, в совершенстве изучил латинский язык и занялся изучением литературы древнего классического мира; он стал поклонником Тибулла и Горация, которым подражал в первых своих произведениях. В Петербурге Батюшков познакомился с представителями тогдашнего литературного мира: Г. Р. Державиным, Н. А. Львовым, В. В. Капнистом, А. Н. Олениным.
М. Н. Муравьёв помог племяннику на первых порах его самостоятельной жизни: в 1802 году Батюшков был определён на службу в министерстве народного просвещения, в конце 1804 — начале 1805 года служил письмоводителем в канцелярии Муравьёва по Московскому университету. В это время Батюшков сблизился с некоторыми из своих сослуживцев, которые примыкали к карамзинскому направлению и основали «Вольное общество любителей словесности, наук и художеств». Особенно близко он подружился с И. П. Пнином и Н. И. Гнедичем. Вращаясь в их кругу, Батюшков и сам начал пробовать свои силы в литературе и писать стихи. В 1805 году в журнале «Новости русской литературы» появилось стихотворение «Послание к стихам моим» — первое выступление К. Н. Батюшкова в печати.
В 1807 году Батюшков, несмотря на запрет отца, записался в народное ополчение, 22 февраля был назначен сотенным начальником в Петербургском милиционном батальоне и в начале марта выступил в Пруссию. С мая участвовал в боевых действиях; 29 мая был ранен в битве под Гейльсбергом (за неё награждён орденом Св. Анны 3-й степени) и отправлен на лечение в Ригу, а затем в родное село Даниловское. Во время похода им написано несколько стихотворений и начат перевод поэмы Тассо «Освобождённый Иерусалим». Во время двухмесячного лечения в Риге влюбился в дочь местного купца, Эмилию Мюгель; продолжения роман не имел, остались лишь два стихотворения Батюшкова — «Выздоровление» и «Воспоминания 1807 года».
В 1808 году Батюшков вернулся к действительной службе и в составе гвардейского егерского полка принял участие в войне со Швецией, по окончании которой взял длительный отпуск и поехал к родным незамужним сёстрам, Варваре и Александре, — в село Хантаново Ярославской губернии. В это время уже начало проявляться наследственное душевное заболевание, которым страдала его мать: впечатлительность Константина стала доходить до галлюцинаций необыкновенной яркости; в одном из писем Гнедичу он писал: «если я проживу еще лет десять, то наверное сойду с ума».
25 декабря 1809 года Батюшков, по приглашению Е. Ф. Муравьёвой приехал в Москву. Батюшков встретился здесь с А. Ф. Воейковым, В. Л. Пушкиным, П. А. Вяземским, — с двумя последними он сошёлся наиболее близко. Тогда же познакомился он и с В. А. Жуковским. В это же время состоялось знакомство Батюшкова с Н. М. Карамзиным, часто бывавшим в семействе Е. Ф. Муравьевой. Карамзин быстро оценил достоинства К. Н. Батюшкова, который вскоре сделался постоянным посетителем его дома. Летом 1810 года по приглашению Карамзиных Батюшков провёл три недели в подмосковной усадьбе Вяземских — Остафьево.
В мае 1810 года Батюшков получил отставку из полка. В 1810—1811 годы прошли для него отчасти в Москве, где он приятно проводил время, отчасти в Хантанове. В деревне он скучал и рвался в город: впечатлительность его стала почти болезненной, всё больше и больше овладевала им хандра и предчувствие будущего сумасшествия.

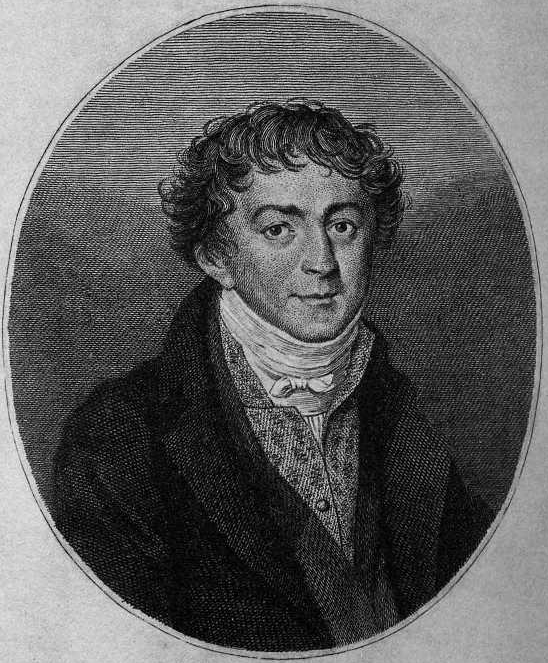
К. Н. Батюшков, 1821—1822 гг.

В начале 1812 года Батюшков, вняв увещаниям Гнедича, отправился в Петербург и при помощи А. Н. Оленина поступил на службу в Публичную библиотеку помощником хранителя манускриптов. Сослуживцами Батюшкова по Публичной библиотеке были Н. И. Гнедич и И. А. Крылов, С. С. Уваров, А. И. Ермолаев. В это время он познакомился с М. В. Милоновым, П. А. Никольским, М. Е. Лобановым, П. С. Яковлевым и Н. И. Гречем; сблизился с И. И. Дмитриевым, А. И. Тургеневым, Д. Н. Блудовым и Д. В. Дашковым.
Начавшаяся Отечественная война 1812 года усилила в душе поэта патриотическое чувство. Он желает пойти на войну, но болезнь и необходимость проводить Е. Ф. Муравьёву с детьми в Нижний Новгород задержали осуществление этого намерения. Из Нижнего Новгорода Батюшков возвратился в Москву после ухода из неё французов. Во время его приезда в Петербург в конце 1812 года сердце его вторично было затронуто любовью. Он влюбился в молодую девушку Анну Фёдоровну Фурман, воспитывавшуюся в доме Олениных, и даже сделал ей предложение.
29 марта 1813 года Батюшков был зачислен в чине штабс-капитана в Рыльский пехотный полк адъютантом при генерале А. Н. Бахметеве; но из-за увечья Бахметеву не разрешили вернуться в действующую армию, и Батюшков лишь в конце июля выехал в Дрезден, в главную квартиру действующей армии. В качестве адъютанта генерала Раевского прошёл путь до Парижа. В битве под Лейпцигом был убит друг Батюшкова И. А. Петин, которому он посвятил несколько стихотворений, из которых «Тень друга» считается едва ли не самым лучшим произведением поэта. За участие в этом сражении Батюшков получил орден Святой Анны 2-й степени. По окончании кампании К. H. Батюшков, в награду за свою службу, был переведен штабс-капитаном в Измайловский полк, но оставлен в прежнем звании адъютанта Бахметева. В 1814 году через Англию, Швецию и Финляндию он вернулся в Петербург.
Не встретив полного и горячего ответа на свою любовь, в начале 1815 года Батюшков заболел тяжёлым нервным расстройством, продолжавшимся несколько месяцев. Годом позже он объяснил Е. Ф. Муравьёвой причину своего отказа от брака: «Не иметь отвращения и любить — большая разница. Кто любит, тот горд», а А. Ф. Фурман готова была идти замуж не по взаимному чувству, а по воле опекунов.
К неудавшейся попытке жениться присоединился затянувшийся перевод в гвардию, которого он ожидал некоторое время в Каменце-Подольском, при штабе А. Н. Бахметева. В 1817 году расстройство личных отношений с отцом дополнилось смертью последнего. Теперь в Батюшкове стало постепенно пробуждаться религиозное настроение; только в религии видел он помощь для борьбы с пылкою страстью, овладевшей всем его существом; он начал уже говорить, что «человек есть странник на земле», что «гроб — его жилище на век», что «одна святая вера» может напомнить человеку о его высоком назначении. В тяжёлые минуты сомнений Батюшков обратился к Жуковскому, ища его совета, чем наполнить ему свою душевную пустоту и как принести пользу обществу. И Жуковский постоянно ободрял его в своих письмах, уговаривал и настойчиво побуждал трудиться, говорил ему о нравственном значении поэтического творчества, поднимая упавший дух своего друга. В конце 1815 года он уже уведомлял Жуковского о своих новых произведениях, говоря, что только в творчестве он находит некоторое утешение от душевной тоски; его невыразимо потянуло к друзьям и, подав перед новым 1816 годом в отставку, которую получил в апреле, Батюшков отправился в Москву. В это время он относительно много писал: за год он написал двенадцать стихотворных и восемь прозаических произведений и начал даже готовить издание собрания своих сочинений, вышедшее в октябре 1817 года под названием «Опыты в стихах и прозе».
Ещё в 1815 году Батюшков был заочно выбран членом литературного общества «Арзамас» и получил имя «Ахилл», но только 27 августа 1817 года впервые попал на его заседание.
Весной 1818 года Батюшков отправился в Одессу поправлять своё здоровье и поселился у знакомого ему графа К. Ф. Сен-При — херсонского губернатора. Здесь ему пришло письмо А. И. Тургенева, который выхлопотал для Батюшкова место при дипломатической миссии в Неаполе. Однако теперь, когда исполнялась заветная мечта побывать в Италии, Батюшков отнесся к извещению Тургенева холодно; чувство разочарования жизнью снова проснулось в его душе: «Я знаю Италию, не побывав в ней… Там не найду счастия: его нигде нет; уверен даже, что буду грустить о снегах родины и о людях мне драгоценных».

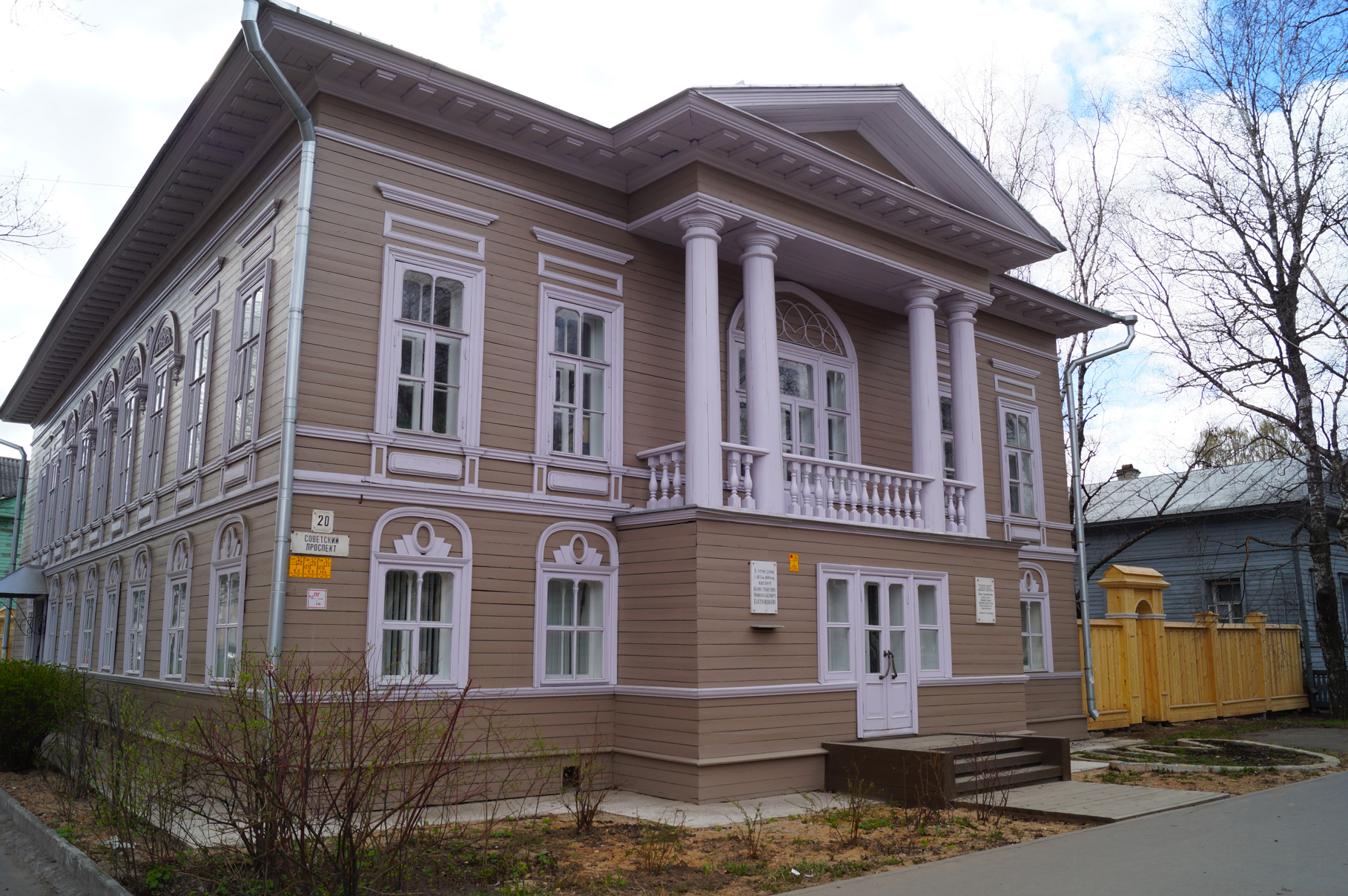
Вологда. Советский проспект, 20. В этом доме Батюшков жил в 1833—1844 гг.

В конце ноября 1818 года покинул Санкт-Петербург и в начале 1819 года был уже в Венеции. Италия произвела на Батюшкова сильное впечатление. Важной для него была встреча с русскими художниками, в числе которых были Сильвестр Щедрин и Орест Кипренский, жившие в то время в Риме. Однако вскоре пришла тоска по России, вернулось подавленное настроение духа; к этому присоединились ещё служебные неприятности. Получив весной 1821 года отпуск для лечения, Батюшков уехал на воды в Германию. В 1821 году его душевная болезнь, имевшая наследственный характер, не проявлялась ещё резко, но уже сказывалась в поведении поэта. Бестактная публикация в журнале «Сын отечества» П. А. Плетневым анонимного стихотворения «Б…ов из Рима» способствовала ухудшению состояния его психики, — у Батюшкова появились подозрения, что его преследуют какие-то тайные враги. Зиму 1821—1822 года он провёл в Дрездене; здесь было написано последнее, считающееся исследователями его творчества одним из лучших стихотворений — «Изречение Мельхиседека». 
В 1822 году болезнь обострилась; весной Батюшков на короткое время появился в Петербурге, затем уехал на Кавказ и в Крым, где его сумасшествие проявилось уже в самых трагических формах: в Симферополе он неоднократно покушался на самоубийство. 
Керченский градоначальник Ф. Ф. Вигель писал: «На самом рубеже предполагаемой Европы и существующей Азии стоял двухэтажный трактир под громким названием «Одессы»...  ...замки были все переломаны, двери плохо притворялись, окна тоже, отовсюду дуло, снизу сквозь пол слышны были голоса, и самые половицы под ногами поднимались и опускались, как клавиши. И в этой комнате, как сказали мне, целую зиму провёл несчастный Батюшков, следственно, в ней осаждали его мрачные думы, более расстраивались его нервы, усиливалось его сумасшествие, в ней он посягнул на собственную жизнь (трижды)».
В 1823 году Батюшкова привезли в Петербург, где его приняла на своё попечение Е. Ф. Муравьева, а в следующем 1824 году на средства, пожалованные императором Александром I, его отвезли в частное психиатрическое заведение Зонненштайн в Саксонии. Там он провёл четыре года безо всякой, однако, для себя пользы; его было решено вернуть в Россию. В Москве острые припадки почти прекратились, и безумие его приняло тихое, спокойное течение. Ещё в 1815 году Батюшков писал Жуковскому о себе следующие слова: «С рождения я имел на душе черное пятно, которое росло с летами и чуть было не зачернило всю душу. Бог и рассудок спасли. Надолго ли — не знаю!»

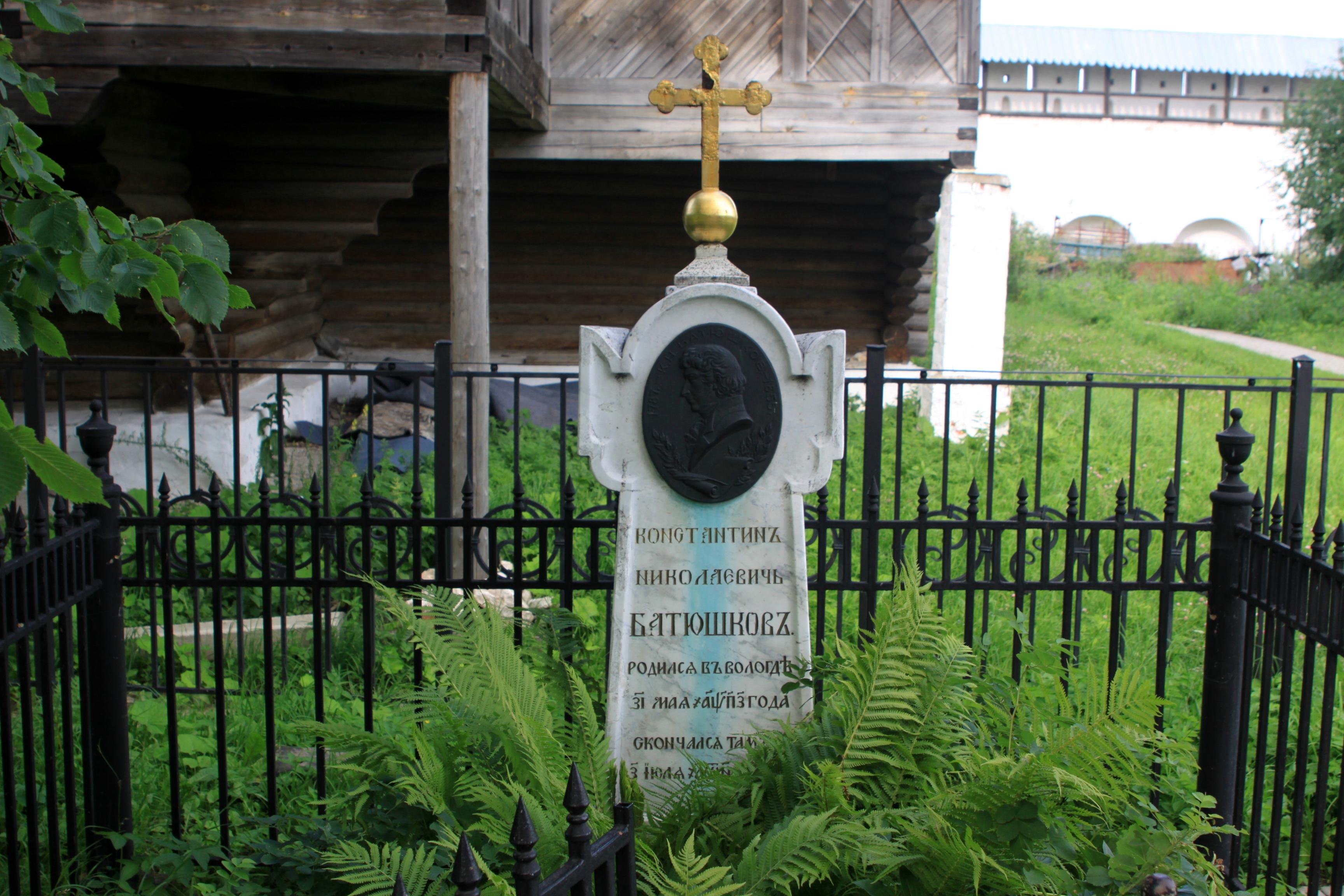
Могила К. Н. Батюшкова в Спасо-Прилуцком монастыре

Пять лет он пробыл в Москве. В 1830 году его посещал А. С. Пушкин, стихотворение которого «Не дай мне Бог сойти с ума», предположительно, навеяно впечатлением от этого визита. В 1833 году Батюшков был уволен в отставку и его поместили в Вологде в доме его племянника Г. А. Гревенса, где он просуществовал до своей смерти ещё 22 года, скончавшись от тифа 7 июля 1855 года. Похоронен в Спасо-Прилуцком монастыре, в пяти верстах от Вологды.
В Вологде установлен памятник поэту работы архитектора В. Снегирёва и скульптора В. Клыкова.

## Творчество
Значение Батюшкова в истории русской литературы и главная заслуга его заключается в том, что он много потрудился над обработкой родной поэтической речи и придал русскому стихотворному языку такую гибкость, упругость и гармонию, каких ещё не знала до тех пор русская поэзия. По мнению Белинского, совершенство пушкинского стиха и богатство поэтических выражений и оборотов было в значительной мере подготовлено трудами Жуковского и Батюшкова. В руках Батюшкова русский язык, действительно, является послушным орудием, и искусство владеть им никому из современников, кроме Крылова, не было доступно в равной с ним мере. Красота и совершенство формы, правильность и чистота языка, художественность стиля составляют главное достоинство стихотворений Батюшкова. Безукоризненность отделки каждого стихотворения составляло постоянную заботу Батюшкова; над каждым словом он работал упорно и мучительно: «Я слишком много переправляю. Этой мой порок или добродетель?»
Батюшков прежде всего старался быть искренним и избегать всего натянутого, надуманного, искусственного. Он понимал, что чем искреннее будет его творчество, тем вернее достигнется высокое, облагораживающее значение поэзии — «живи, как пишешь, и пиши, как живёшь». В письме Жуковскому Батюшков писал: «Во всём согласен с тобой насчёт поэзии. Мы смотрим на неё с надлежащей точки, о которой толпа и понятия не имеет. Большая часть людей принимает за поэзию рифмы, а не чувство, слова, а не образы». Г. А. Гуковский отметил, что слово у Батюшкова работает не своими прямыми словарными значениями, но смысловыми ассоциациями.

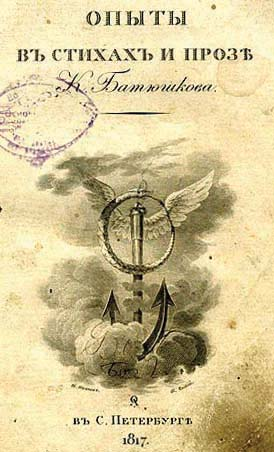
Титульный лист первого издания книги «Опыты в стихах и прозе»

О стихотворении «Мои пенаты», которые подвели итог первому, довоенному этапу творчества Батюшкова, Пушкин писал: «…дышит каким-то упоеньем роскоши, юности и наслаждения — слог так и трепещет, так и льётся, гармония очаровательна», но указывал на «явное смешение древних обычаев мифологических с обычаями подмосковной деревни». Стихотворения первого периода творчества Батюшкова были проникнуты эпикуреизмом. Вообще, значительное место занимали во всём творчестве Батюшкова переложения греческих авторов; эта работа привлекала его возможностью вступить в состязание в красоте слога с оригинальным автором сюжета. Но жизнерадостный, артистический эпикуреизм классической древности был непонятен русской душе.
Батюшков указывал, что «язык русский, громкий, сильный и выразительный, сохранил еще некоторую суровость и упрямство», однако прочитав его строки «Нрав тихий ангела, дар слова, тонкий вкус / Любви и очи и ланиты», Пушкин восхищается: «Звуки италианские! Что за чудотворец этот Батюшков». Но к этому времени Батюшков уже почти заканчивал свою литературную деятельность. Слишком серьёзные вещи происходили на его глазах в 1812—1814 годах, которые стали годами перелома в душевном настроении Батюшкова. В разрушительности наполеоновского нашествия он усмотрел плоды французского Просвещения, а в испытаниях и торжестве России — её провиденциальную миссию. Беззаботное эпикурейство поменялось на диаметрально противоположное состояние, — этот поворот иногда обозначают как путь от гуманиста-скептика М. Монтеня к христианскому мыслителю Б. Паскалю. «Переход через Рейн», «Тень друга», «На развалинах замка в Швеции» уже не имели ничего общего с весёлыми напевами прежних лет. Современники поражались точности изображения им войны, умению раскрыть её народный характер, дух эпохи, мироощущение русского солдата; «Переход через Рейн» Пушкин назвал «лучшим стихотворением поэта — сильнейшим, и более всех обдуманным». Элегия «Воспоминания» даёт представление о картине печальных ощущений, ещё недавно безгранично-жизнерадостного поэта.
Кроме поэзии, творческое наследие Батюшкова составляют прозаические статьи. Его проза занимает в русской словесности столь же высокое место, как и стихотворения. Главное достоинство прозы Батюшкова — яркий, чистый, благозвучный и образный язык. «Нечто о морали, основанной на философии и религии» (где утверждалось, что не философия — «земная мудрость», а «одна вера созидает мораль незыблемую») показывает в нём глубокое благочестие и истинно христианские чувствования. «О лучших свойствах сердца», «О характере Ломоносова», «О сочинениях Муравьёва» и «Вечер у Кантемира», свидетельствуют о доброте сердца и основательности ума автора, а «Речь о влиянии легкой поэзии на язык» и «Нечто о поэте и поэзии» доказывают изящества его вкуса.
Те же достоинства, которые составляют отличительные черты прозы Батюшкова, то есть чистота, блеск и образность языка — наблюдаются и в письмах Батюшкова к его друзьям, а некоторые из этих писем представляют собою вполне законченные литературные произведения.
В. Г. Белинский, говоря о значении Батюшкова в развитии русской лирики, указывал: «Батюшков много и много способствовал тому, что Пушкин явился таким, каким явился действительно».

## Адреса

### Адреса в Санкт-Петербурге

Мемориальная доска в Санкт-Петербурге на доме Е. Ф. Муравьёвой — наб. реки Фонтанки, 25; открыта 29 мая 2001 года. Скульптор В. Э. Горевой.

- лето 1812 года — доходный дом Балабина (Большая Садовая ул., 18);
- весна 1813 года — дом Баташова (Владимирская ул., 4);
- май — июль 1813 года — дом Сиверса (Почтамтская ул., 10);
- конец 1814 — февраль 1815 года — дом Е. Ф. Муравьёвой (наб. реки Фонтанки, 25);
- 1818 года — дом Е. Ф. Муравьёвой (наб. реки Фонтанки, 25);
- весна 1822 года — гостиница «Демут» (наб. реки Мойки, 40);
- май — июнь 1823 года — дом Е. Ф. Муравьёвой (наб. реки Фонтанки, 25);
- ноябрь 1823 — май 1824 года — доходный дом Имзена (наб. Екатерининского канала, 15).

### Адреса в Вологде
- 1833—1844 — Советский пр., 20 — Дом Соковикова;
- ул. Батюшкова, 2 — Дом (построен в 1810 году) Г. А. Гревенса, племянника и опекуна К. Н. Батюшкова. Здесь Батюшков прожил в угловой комнате на верхнем (втором) этаже последние 22 года жизни[19].
- Усадьба Батюшковых